# Péter Vépi
Péter Vépi (ur. 20 października 1949 w Kőröshegy) – węgierski piłkarz grający na pozycji obrońcy. W swojej karierze rozegrał 6 meczów w reprezentacji Węgier.

## Kariera klubowa
Całą swoją karierę piłkarską Vépi spędził w klubie Ferencvárosi TC z Budapesztu. W sezonie 1970 zadebiutował w nim w pierwszej lidze i grał w nim do 1980 roku. Wraz z Ferencvárosi wywalczył mistrzostwo Węgier w sezonie 1975/1976. Czterokrotnie zdobywał Puchar Węgier w sezonach 1971/1972, 1973/1974, 1975/1976 i 1977/1978. W 1975 roku awansował z Ferencvárosi do finału Pucharu Zdobywców Pucharów. Ferencvárosi przegrał w nim 0:3 z Dynamem Kijów, jednak Vépi w nim nie zagrał.

## Kariera reprezentacyjna
W reprezentacji Węgier Vépi zadebiutował 29 kwietnia 1972 roku w zremisowanym 1:1 meczu eliminacji do Euro 72 z Rumunią. W czerwcu tamtego roku zajął z Węgrami 4. miejsce w tym turnieju. W tym samym roku był podstawowym zawodnikiem kadry Węgier podczas Igrzysk Olimpijskich w Monachium, na których zdobył srebrny medal. W 1972 roku rozegrał w kadrze narodowej 6 meczów.
| Mecze i gole w reprezentacji | Mecze i gole w reprezentacji | Mecze i gole w reprezentacji | Mecze i gole w reprezentacji | Mecze i gole w reprezentacji | Mecze i gole w reprezentacji | Mecze i gole w reprezentacji |
| #                            | Data                         | Stadion                      | Rywal                        | Wynik                        | Gol                          | Rozgrywki                    |
| 1972                         | 1972                         | 1972                         | 1972                         | 1972                         | 1972                         | 1972                         |
| ---------------------------- | ---------------------------- | ---------------------------- | ---------------------------- | ---------------------------- | ---------------------------- | ---------------------------- |
| 1.                           | 29.04.1972                   | Budapeszt, Węgry             | Rumunia                      | 1:1                          | 0                            | el. ME 1972                  |
| 2.                           | 06.05.1972                   | Budapeszt, Węgry             | Malta                        | 3:0                          | 0                            | el. MŚ 1974                  |
| 3.                           | 27.08.1972                   | Norymberga, RFN              | Iran                         | 5:0                          | 0                            | IO 1972                      |
| 4.                           | 31.08.1972                   | Norymberga, RFN              | Dania                        | 2:0                          | 0                            | IO 1972                      |
| 5.                           | 03.09.1972                   | Pasawa, RFN                  | NRD                          | 2:0                          | 0                            | IO 1972                      |
| 6.                           | 10.09.1972                   | Monachium, RFN               | Polska                       | 2:1                          | 0                            | IO 1972                      |